# 럭소 주니어
럭소 주니어(Luxo Jr.) 또는 룩소 2세는 픽사의 존 라세터가 제작한 단편 애니메이션이다. 일반적으로, 이 작품은 픽사 명의로 만들어진 최초의 작품으로 간주된다.

## 등장인물
- 럭소
- 럭소 주니어

## 같이 보기
- 존 라세터
- 픽사